# Agonopterix perstrigella
Agonopterix perstrigella is een vlinder uit de familie grasmineermotten (Elachistidae). De wetenschappelijke naam is voor het eerst geldig gepubliceerd in 1925 door Chretien.
De soort komt voor in Europa.